# Johannes Austermann
Johannes Austermann (24 de junho de 1906 - 12 de agosto de 1973) foi um oficial alemão que serviu na  durante a Segunda Guerra Mundial. Foi condecorado com a Cruz de Cavaleiro da Cruz de Ferro.